# تصميم وجداني
نشأ مفهوم التصميم الوجداني في الأساس من مجال التفاعل الإنساني الحاسوبي (HCI) (نورمان، 1986) ونشأ على وجه التحديد من المجال المتطور الذي يُطلق عليه الحوسبة الوجدانية (بيكارد، 1997).
التصميم الوجداني يتم من خلال وجهات نظر مختلفة حددها في ثالث وجهات

## الأهداف
يهدف مجال الحوسبة الوجدانية إلى توصيل التفاعلات الوجدانية (رينولدز وبيكارد 2001) القادرة على استنباط خبرات عاطفية من المستخدمين (مكارثي ورايت 2004). وبالمثل، تسعى التصميمات الوجدانية إلى تحديد العلاقات العاطفية الموضوعية بين المستهلكين وبين المنتجات واستكشاف الخصائص الوجدانية التي يمكن أن تنقلها المنتجات من خلال سماتها الشكلية. أي أن هذه التصميمات تهدف إلى توصيل منتجات قادرة على استنباط أقصى قدر من السعادة الفسيولوجية النفسية التي يمكن أن يحصل عليها المستهلكون خلال الحواس الخاصة بهم.
يسعى التصميم الوجداني إلى إنجاز منتوجات تثير مشاعر املستهلك، من خالل العمل على استرجاع التجارب اإليجابية مع منتوج معين أو منتوج مشابه له، فالعملية التصميمية من هذا املنظور تدفع املصمم إلى فهم العالقة بين املنتوج و املستهلك وتحليل املشاعر التي قد تؤ ثر على تصورات هذا األخير الذي يطمح في نهاية املطاف إلى تحقيق أكبر قدر من املنفعة والراحة و السعادة، ألن املستويات العالية من املشاعر اإليجابية أو السلبية تبقى عالقة في ذاكرة الفرد، كخبرات إيجابية نحو املنتوج مما يزيد من رغبة اقتناءه، أو كخبرات سلبية تزيد من سلوك النفور من املنتوج لدى املستهلك